# 2000年NBA總決賽
2000年NBA總決賽是NBA在1999–00賽季的最後一個系列賽。由西區冠軍洛杉磯湖人擊敗東區冠軍印第安納溜馬，奪得該年度的總冠軍。湖人隊以4勝2敗的戰績奪冠。第四場六犯犯滿的湖人中鋒沙奎爾·歐尼爾於賽後獲選為總決賽最有價值球員。

## 晉級
- 印第安納溜馬以4-2總比分擊敗紐約尼克贏得2000年的東區分區決賽。
- 洛杉磯湖人以4-3總比分擊敗波特蘭拓荒者贏得2000年的西區分區決賽。

## 比賽結果

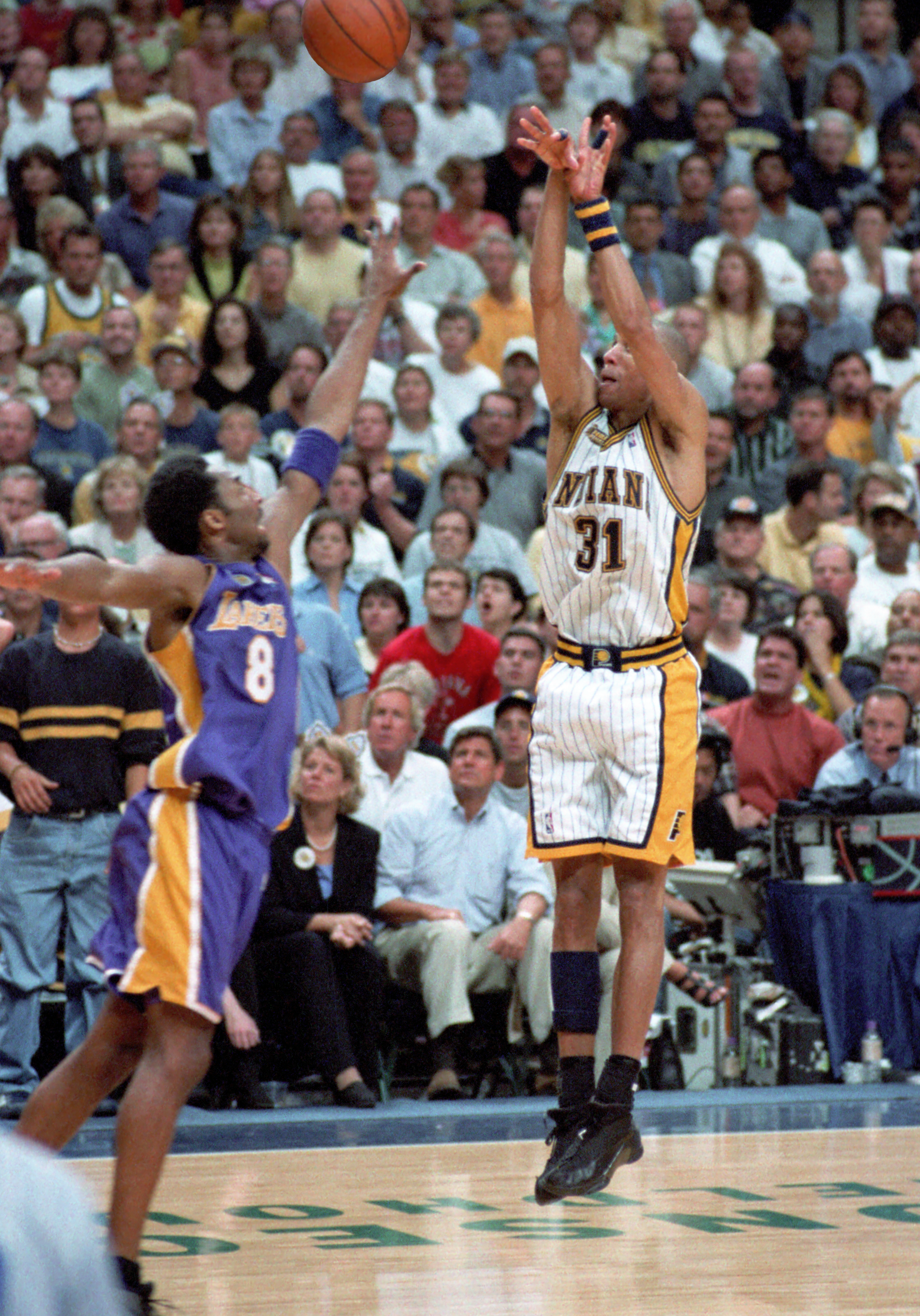
第5場印第安那溜馬的雷吉·米勒（右）試圖在洛杉磯湖人的科比·布萊恩（左）防守下投籃。

| 場次 | 日期            | 客場隊伍     | 結果         | 主場隊伍     |
| ---- | --------------- | ------------ | ------------ | ------------ |
| G1   | 星期三, 6月7日  | 印第安納溜馬 | 87–104       | 洛杉磯湖人   |
| G2   | 星期五, 6月9日  | 印第安納溜馬 | 104– 111     | 洛杉磯湖人   |
| G3   | 星期日, 6月11日 | 洛杉磯湖人   | 91– 100      | 印第安納溜馬 |
| G4   | 星期三, 6月14日 | 洛杉磯湖人   | 120– 118(OT) | 印第安納溜馬 |
| G5   | 星期五, 6月16日 | 洛杉磯湖人   | 87– 120      | 印第安納溜馬 |
| G6   | 星期一, 6月19日 | 印第安納溜馬 | 111–116      | 洛杉磯湖人   |